# Hypo Real Estate
Hypo Real Estate Holding GmbH (HRE) – holding finansowy z siedzibą w Monachium, złożony z wielu banków finansujących nieruchomości.
Koncern powstał w 2003 roku z wydzielenia części HypoVereinsbank zajmującą się finansowaniem nieruchomości.
Spółka akcyjna notowana była do 2009 na Frankfurckiej Giełdzie Papierów Wartościowych. Od 19 grudnia 2005 do 22 grudnia 2008 wchodziła w skład indeksu DAX – 30 największych spółek notowanych we Frankfurcie.

## Kryzys finansowy kredytów hipotecznych
Konsorcjum zostało dotknięte kryzysem finansowym rozpoczętym na rynku kredytów hipotecznych subprime, mając we wrześniu 2008 problemy z zachowaniem płynności. Według zarządu HRE głównym źródłem kłopotów miała być przejęta latem 2007 roku irlandzka spółka-córka, Depfa Bank, która wykonała nadmierną ekspansję kredytową.
29 września 2008 ogłoszono plan ratowania grupy HRE. Plan forsowany przez niemiecki rząd i nadzór finansowy przewidywał udzielenie konsorcjum gwarancji rządowych na sumę 26,6 mld euro. Resztę z 35 mld euro miały dostarczyć prywatne instytucje finansowe. Byłaby to największa tego typu interwencja ratunkowa w historii Niemiec.
Już 4 października instytucje prywatne ogłosiły wycofanie swojego poparcia dla planu. Banki prywatne i towarzystwa ubezpieczeniowe wycofały się z planu ratowania grupy i powrócono do negocjacji. Według mediów prywatne banki wycofały jednak swoje poręczenia, gdy tylko ujawniono, że HRE potrzebuje znacznie więcej pieniędzy, niż zakładano do tej pory – niemiecki Welt am Sonntag podawał kwotę 70–100 mld euro. W niedzielę 5 października na kryzysowym spotkaniu w Ministerstwie Finansów eksperci rządowi, wysocy urzędnicy Bundesbanku, Federalnego Nadzoru nad Usługami Finansowymi (BaFin), a także największego niemieckiego banku komercyjnego – Deutsche Banku – pracowali nad przyjęciem nowego planu ratunkowego dla HRE jeszcze przed otwarciem poniedziałkowej sesji na giełdzie w Tokio.
W poniedziałek 6 października rzecznik ministra finansów Niemiec Peera Steinbrücka poinformował o zakończonych sukcesem, trwających do późnej nocy negocjacjach z prywatnymi instytucjami finansowymi, w których udało się przekonać partnerów do planu ratunkowego dla grupy Hypo Real Estate. Bundesbank zgodził się udzielić HRE 20 mld euro kredytu, a banki prywatne i towarzystwa ubezpieczeniowe – 30 mld euro. Dodatkowo rząd niemiecki, banki i ubezpieczyciele udzielili gwarancji na kolejne 35 mld euro, z czego sam rząd gwarantował 26,5 mld. Kanclerz Niemiec Angela Merkel zapewniała, że obywatele Niemiec nie poniosą kosztów ratowania finansowego giganta.